# استطراد

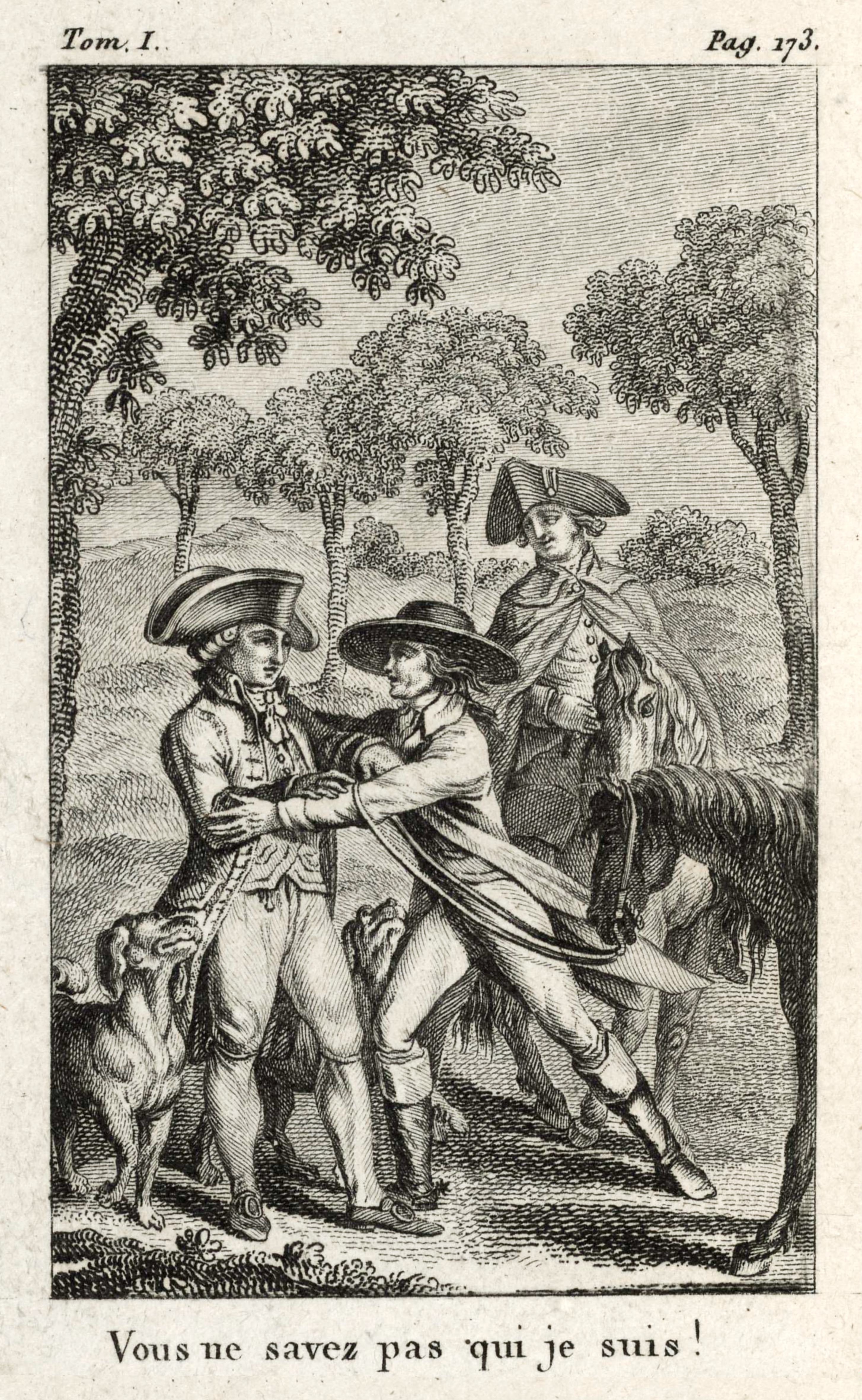

الاستطراد يقول الجرجاني، هو سوق الكلام على وجه يلزم منه كلام آخر وهو غير مقصود بالذات بل بالعرض. وفي بعض التفاسير، مثال الاستطراد هو أن يذهب الرجل إلى موضع مخصوص صائدا، فعرض له صيد آخر فاشتغل به وأعرض عن السير إلى ما قصد وأشباهه.

## أقسامه ووجهه
في (ذكريات الطنطاوي) بحسب الجهة التي ينظر من خلالها: 
1. من حيث الاتصال بالموضوع الرئيسي أو الأصلي.
2. من حيث المساحة والحجم التي يشغلها في النص.
3. من حيث التركيب وضده.
4. من حيث العودة إلى الموضوع الأصلي أو عدمها.
5. من حيث المهام التي يريد الكاتب منها أن يؤديها في النص.

## من حيث الاتصال بالموضوع الاصلي
ينقسم الاستطراد من حيث الاتصال بالموضوع الأصلي إلى قسمين: بعيد وقريب.
استطراد قريب
يكون متصلا بالموضوع الأصلي اتصالا وثيقا وتقود إليه مناسبة أو توضيح للمبهم
استطراد بعيد
يكون غير موصول بسبب قوي إلى الموضوع الأصلي مثل رسالة من قارئ أو مناسبة زمنية أو حادثة تقتضي من الكاتب أو الشخص صرف الكلام إلى شي أو وجهة أخرى. 